# ذهب النازية

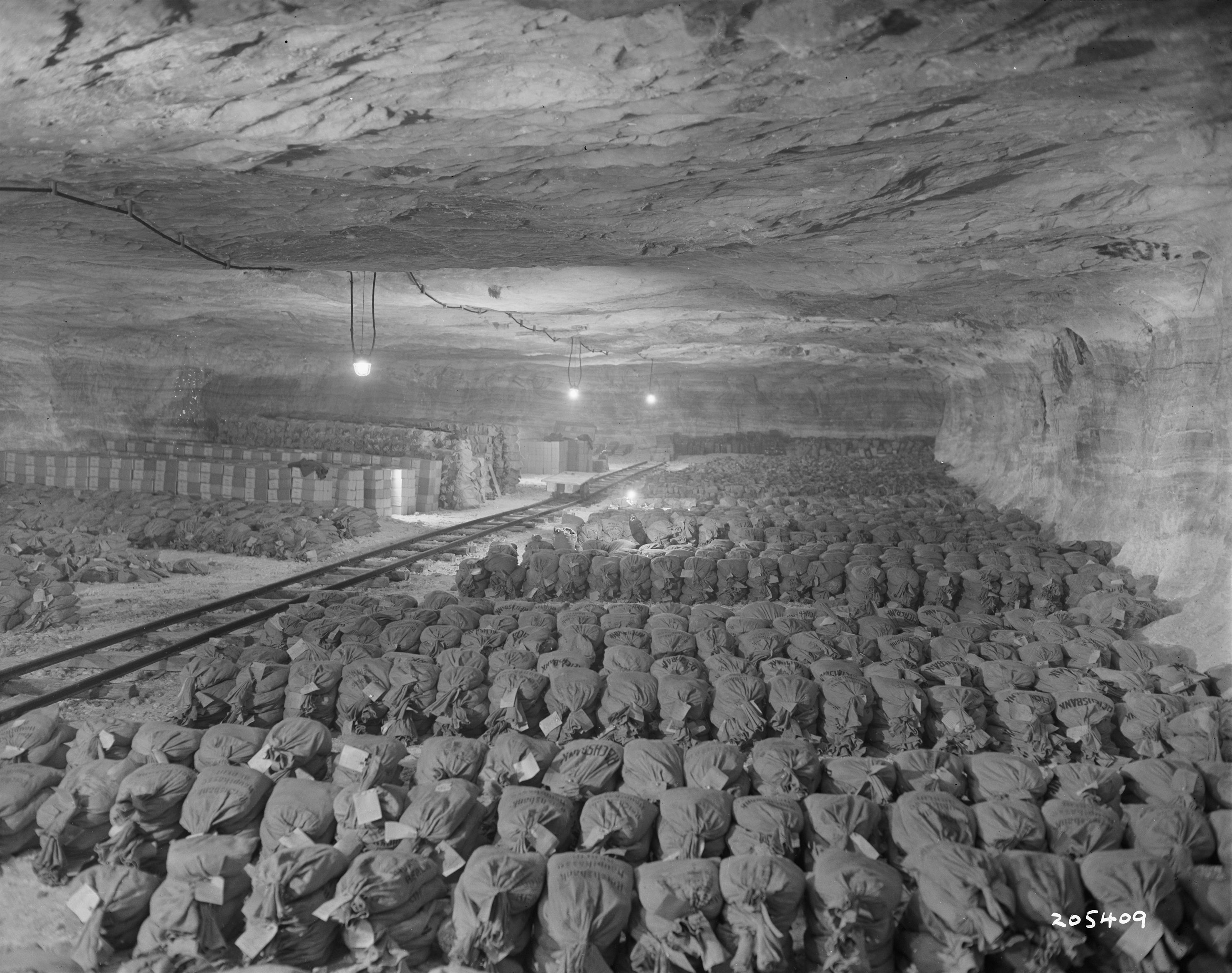
مقتنيات مسروقة من النازيين في منجم ميركرز.

ذهب النازية ((بالألمانية: Raubgold) بمعنى «الذهب المسروق») مصطلح يشار به إلى الذهب والمقتنيات الثمينة التي استولت عليها ألمانيا النازية أثناء الحرب العالمية الثانية ويشاع أنها نقلته إلى بنوك مختلفة بعدها. كانت المقتنيات الثمينة تضم مسروقات من اللوحات والتحف وغيرها، ويعد منجم ميركرز في ميركرز-كيزلباخ من الأماكن التي عثر عليها مقتينات أثرية ولوحات فنية مسروقة من قبل النازيين.
أما الذهب فتدور حوله الكثير من الشائعات ونظريات المؤامرة التي تقول أنه نقل بقطار إلى عدد من البنوك مثل بنك الفاتيكان؛ وقد رفعت دعوى قضائية ضد البنك في هذا الخصوص إلا أنها باءت بالفشل.
كما يدعي البعض أن الذهب قد نقل إلى بنوك سويسرا.